# Roland Wieser
Roland Wieser (ur. 6 maja 1956 w Zschopau) – niemiecki lekkoatleta chodziarz startujący w barwach NRD, medalista olimpijski i mistrz Europy.
Pierwszy sukces międzynarodowy odniósł na mistrzostwach Europy juniorów w 1975 w Atenach, gdzie zdobył złoty medal w chodzie na 10 000 metrów. W Pucharze Świata w chodzie w 1977 w Milton Keynes zajął 7. miejsce w chodzie na 20 kilometrów.
Na mistrzostwach Europy w 1978 w Pradze zwyciężył w chodzie na 20 kilometrów w czasie 1:23:12, który był wówczas najlepszym wynikiem na świecie. Zajął 9. miejsce na tym dystansie w Pucharze Świata w chodzie w 1979 w Eschborn.
Na igrzyskach olimpijskich w 1980 w Moskwie Wieser zdobył brązowy medal w chodzie na 20 kilometrów. Był drugi na tym dystansie w Pucharze Świata w chodzie w 1981 w Walencji. Na mistrzostwach Europy w 1982 w Atenach zajął 9. miejsce w chodzie na 20 km. Na pierwszych mistrzostwach świata w 1983 w Helsinkach zajął 10. miejsce na tym dystansie. Podczas Pucharu Świata w chodzie w 1985 w St. Johns zajął 4. miejsce na 20 km, a w Pucharze Świata w chodzie w 1987 w Nowym Jorku był na tym dystansie dopiero 58.. W tym samym roku zakończył karierę zawodniczą. 
Wieser był mistrzem NRD na w chodzie na 20 kilometrów w 1978, wicemistrzem w 1981 i 1984 oraz brązowym medalistą w 1976 i 1977.
Startował w klubie SC Dynamo Berlin. Jego trenerem był Max Weber.